# Primetime Emmy Award du meilleur doublage
 (mars 2025).
Si vous disposez d'ouvrages ou d'articles de référence ou si vous connaissez des sites web de qualité traitant du thème abordé ici, merci de compléter l'article en donnant les références utiles à sa vérifiabilité et en les liant à la section « Notes et références ».
 (mars 2025).
La mise en forme du texte ne suit pas les recommandations de Wikipédia : il faut le « wikifier ».
Les points d'amélioration suivants sont les cas les plus fréquents. Le détail des points à revoir est peut-être précisé sur la page de discussion.
- Les titres sont pré-formatés par le logiciel. Ils ne sont ni en capitales, ni en gras.
- Le texte ne doit pas être écrit en capitales (les noms de famille non plus), ni en gras, ni en italique, ni en « petit »…
- Le gras n'est utilisé que pour surligner le titre de l'article dans l'introduction, une seule fois.
- L'italique est rarement utilisé : mots en langue étrangère, titres d'œuvres, noms de bateaux, etc.
- Les citations ne sont pas en italique mais en corps de texte normal. Elles sont entourées par des guillemets français : « et ».
- Les listes à puces sont à éviter, des paragraphes rédigés étant largement préférés. Les tableaux sont à réserver à la présentation de données structurées (résultats, etc.).
- Les appels de note de bas de page (petits chiffres en exposant, introduits par l'outil «  Source ») sont à placer entre la fin de phrase et le point final[comme ça].
- Les liens internes (vers d'autres articles de Wikipédia) sont à choisir avec parcimonie. Créez des liens vers des articles approfondissant le sujet. Les termes génériques sans rapport avec le sujet sont à éviter, ainsi que les répétitions de liens vers un même terme.
- Les liens externes sont à placer uniquement dans une section « Liens externes », à la fin de l'article. Ces liens sont à choisir avec parcimonie suivant les règles définies. Si un lien sert de source à l'article, son insertion dans le texte est à faire par les notes de bas de page.
- La présentation des références doit suivre les conventions bibliographiques. Il est recommandé d'utiliser les modèles {{Ouvrage}}, {{Chapitre}}, {{Article}}, {{Lien web}} et/ou {{Bibliographie}}. Le mode d'édition visuel peut mettre en forme automatiquement les références.
- Insérer une infobox (cadre d'informations à droite) n'est pas obligatoire pour parachever la mise en page.

Pour une aide détaillée, merci de consulter Aide:Wikification.
Si vous pensez que ces points ont été résolus, vous pouvez retirer ce bandeau et améliorer la mise en forme d'un autre article.
L’Emmy du meilleur doublage (Primetime Emmy Award for Outstanding Voice-Over Performance) est un Creative Arts Emmy Awards, récompense de télévision remise au cours des Primetime Emmy Awards, décernée depuis 1992.

## Palmarès
Note : L'année indiquée est celle de la cérémonie. Les lauréats sont indiquées en tête de chaque catégorie et en caractères gras.

### Années 1990
- 1992 : Nancy Cartwright pour son rôle de Bart Simpson dans Les Simpson
- 1992 : Dan Castellaneta pour son rôle de Homer Simpson dans Les Simpson
- 1992 : Julie Kavner pour son rôle de Marge Simpson dans Les Simpson
- 1992 : Jackie Mason pour son rôle du Rabbi Hyman Krustofski dans Les Simpson
- 1992 : Yeardley Smith pour son rôle de Lisa Simpson dans Les Simpson
- 1992 : Marcia Wallace pour son rôle d'Edna Krapabelle dans Les Simpson
- 1993 : Dan Castellaneta pour ses rôles d'Homer et d'Abraham Simpson dans Les Simpson
- 1994 : Christopher Plummer pour son rôle de narrateur dans Madeline
- 1995 : Jonathan Katz pour son rôle de Dr Katz dans Dr. Katz, Professionnal Therapist
- 1996 : aucune récompense
- 1997 : Jeremy Irons pour son rôle de Siegfried Sassoon dans The Great War and The Shaping of the 20th Century
- 1997 : Rik Mayall pour son rôle de M. Toad dans Mr. Toad's Wild Ride
- 1998 : Hank Azaria pour son rôle d'Apu Nahasapeemapetilon dans Les Simpson
- 1999 : Ja'net DuBois pour son rôle de Mme Avery dans Les Stubbs

### Années 2000
- 2000 : Seth MacFarlane pour son rôle de Stewie Griffin dans Les Griffin
- 2000 : Julie Harris pour son rôle de Susan B. Anthony dans Not for Ourselves Alone: The Story of Elizabeth Cady Stanton & Susan B. Anthony
- 2001 : Hank Azaria pour ses rôles du Vendeur de BD, d'Apu Nahasapeemapetilon, de Carl Carlson de Lou, de Clancy Wiggum et de Moe Szyslak dans Les Simpson
- 2001 : Ja'net DuBois pour son rôle de Mme Avery dans Les Stubbs
- 2002 : Peter Macon pour son rôle de narrateur dans Animated Tales of the World
- 2002 : Pamela Segall pour ses rôles de Bobby Hill, de Clark Peters et de Chane Wassanasong dans Les Rois du Texas
- 2003 : Hank Azaria pour ses rôles de Moe Szyslak, de Carl Carlson, de Clancy Wiggum, d'Apu Nahasapeemapetilon, de Johnny "Bouche Cousue", de l'Homme-abeille et de Cletus Spuckler dans Les Simpson
- 2004 : Dan Castellaneta pour ses rôles de Krusty le clown, d'Homer Simpson, d'Abraham Simpson, de Willie, de Tahiti Mel, de Barney Gumble et d'Itchy dans Les Simpson
- 2005 : Keith David pour son rôle de narrateur dans Unforgivable Blackness: The Rise and Fall of Jack Johnson
- 2006 : Kelsey Grammer pour son rôle de Tahiti Bob dans Les Simpson
- 2007 : aucune récompense
- 2008 : Keith David pour son rôle de narrateur dans The War
- 2009 : Dan Castellaneta pour son rôle d'Homer Simpson dans Les Simpson
  - Ron Rifkin pour son rôle de narrateur dans American Masters
  - Seth MacFarlane pour son rôle de Peter Griffin dans Les Griffin
  - Seth Green pour ses différents rôles dans Robot Chicken
  - Hank Azaria pour son rôle de Moe Szyslak dans Les Simpson
  - Harry Shearer pour ses rôles de Mr. Burns, de Waylon Smithers, de Kent Brockman et de Lenny Leonard dans Les Simpson

### Années 2010
- 2010 : Anne Hathaway pour le rôle de Princesse Pénélope dans Les Simpson
  - H. Jon Benjamin pour le rôle de Sterling Archer dans Archer
  - Dave Foley pour le rôle de Wayne dans Lutins d'élite, mission Noël
  - Seth Green pour les rôles du Commandant Cobra, du narrateur et du Nerd dans Robot Chicken
  - Hank Azaria pour les rôles d'Apu Nahasapeemapetilon et de Moe Szyslak dans Les Simpson
  - Dan Castellaneta pour les rôles d'Homer et d'Abraham Simpson dans Les Simpson

- 2011 : Maurice LaMarche pour les rôles de Lrrr et d'Orson Welles dans Futurama
  - Bob Bergen pour le rôle de Porky Pig dans The Looney Tunes Show
  - Dan Castellaneta pour les rôles d'Homer Simpson, Krusty le clown, Barney Gumble et Louie dans Les Simpson
  - Seth Green pour plusieurs personnages dans Robot Chicken
  - Christopher Plummer pour le rôle du narrateur dans Moguls and Movie Stars
  - Brenda Strong pour le rôle de Mary Alice Young dans Desperate Housewives

- 2012 : Maurice LaMarche pour les rôles de Clamps, Donbot, Superpoulet, Calculon, Hedonismbot et Morbo dans Futurama
  - Hank Azaria pour les rôles de Moe Szyslak, Duffman, Carl Carlson, Le vendeur de BD et Clancy Wiggum dans Les Simpson
  - Dan Povenmire pour le rôle du Dr Doofenshmirtz dans Phinéas et Ferb, le film
  - Rob Riggle pour le rôle de Noel dans Lutins d'élite, les vilains contre les gentils
  - Brenda Strong pour le rôle de Mary Alice Young dans Desperate Housewives
  - Kristen Wiig pour le rôle de Lola Bunny dans The Looney Tunes Show

- 2013 : Lily Tomlin pour le rôle de la narratrice dans An Apology to Elephants
  - Bob Bergen pour le rôle de Porky Pig dans The Looney Tunes Show
  - Alex Borstein pour les rôles de Lois Griffin et Tricia Takanawa dans Les Griffin
  - Sam Elliott pour le rôle du narrateur dans Robot Chicken
  - Seth Green pour les rôles d'Abin Sur, Aquaman, Batman, Green Arrow, Martian Manhunter, Nerd et Robin dans Robot Chicken
  - Seth MacFarlane pour les rôles de Brian Griffin, Peter Griffin et Stewie Griffin dans Les Griffin

- 2014 : Harry Shearer pour les rôles de Kent Brockman, Charles Montgomery Burns et Waylon Smithers dans Les Simpson, épisode Quatre regrets et un enterrement
  - Chris Diamantopoulos pour le rôle de Mickey Mouse dans Mickey Mouse
  - Stephen Full pour le rôle de Stan dans Doggyblog
  - Seth Green pour plusieurs rôles dans Robot Chicken
  - Maurice LaMarche pour les rôles de Calculon et Morbo dans Futurama, épisode Résurrection
  - Seth MacFarlane pour les rôles de Peter Griffin, Stewie Griffin et Glenn Qaugmire dans Les Griffin, épisode En toute philharmonie

- 2015 : Hank Azaria pour le rôle de Moe Szyslak dans Les Simpson, épisode Le Baby-sitter
  - Dan Castellaneta pour le rôle d'Homer Simpson dans Les Simpson, épisode Le Nouvel Ami de Bart
  - Seth Green pour plusieurs rôles dans Robot Chicken, épisode Victoria's Secret of Nimph
  - Seth MacFarlane pour les rôles de Brian Griffin, Peter Griffin, Stewie Griffin et Dr Elmer Hartman dans Les Griffin, épisode Brian n'est pas brillant
  - Tress MacNeille pour les rôles de Laney Fontaine, Shauna et Mme Muntz dans Les Simpson, épisode Taxi Girl
  - John Roberts pour les rôles de Linda Belcher et Tim dans Bob's Burgers, épisode Eat, Spray, Linda

- 2016 : Seth MacFarlane pour les rôles de Peter Griffin, Stewie Griffin, Brian Griffin, Glenn Quagmire, Dr Hartman, Tom Tucker et M. Spacely dans Les Griffin, épisode La Surprise du chef
  - Keegan-Michael Key pour les rôles du Ranger américain et du Sergent Agony dans SuperMansion, épisode Puss in Books
  - Trey Parker pour les rôles d'Eric Cartman et du PC principal dans South Park, épisode Stunning and Brave
  - Chris Pine pour les rôles du Dr Devizo et de Robo-Dino dans SuperMansion, épisode The Inconceivable Escape of Dr. Devizo
  - Matt Stone pour les rôles de Craig Tucker, Tweek et Thomas Tucker dans South Park, épisode Tweek x Craig

- 2017 : Seth MacFarlane pour les rôles de Peter Griffin, Stewie Griffin, Brian Griffin et Glenn Quagmire dans Les Griffin, épisode The Boys in the Band
  - Dee Bradley Baker pour le rôle de Klaus Heissler dans American Dad!, épisode Fight and Fight
  - Kevin Kline pour le rôle de M. Fischoeder dans Bob's Burgers, épisode The Last Gingerbread House on the Left
  - Kristen Schaal pour le rôle de Sarah Lynn dans BoJack Horseman, épisode Faut pas déconner, mec !
  - Mo Collins pour les rôles de Ginny, Jimmy Fitzsimmons, Lex, Ben et Cutie Pie dans F is for Family, épisode Une prière contre la douleur
  - Nancy Cartwright pour le rôle de Bart Simpson dans Les Simpson, épisode À la recherche de Mister Goodbart

- 2018 : Alex Borstein pour les rôles de Lois Griffin, Babs Pewterschmidt, Natalia, Hippopotame femelle et la femme dans la voiture dans Les Griffin, épisode Nanny Goats
  - Dan Castellaneta pour les rôles d'Homer Simpson, Krusty le clown, Willie le jardinier et Tahiti Mel dans Les Simpson, épisode La Peur du clown
  - Seth MacFarlane pour les rôles de Stanley Smith et  Roger dans American Dad!, épisode The Talented Mr. Dingleberry
  - Seth MacFarlane pour les rôles de Stewie Griffin et Brian Griffin dans Les Griffin, épisode Send in Stewie, Please
  - Russi Taylor pour les rôles de Riri, Fifi, Loulou, Grand-mère, la sorcière et Minnie Mouse dans Mickey Mouse, épisode The Scariest Story Ever: A Mickey Mouse Halloween Spooktacular!

- 2019 : Seth MacFarlane pour les rôles de Peter Griffin, Stewie Griffin, Brian Griffin, Glenn Quagmire, Tom Tucker et Seamus dans Les Griffin, épisode Les Arnacœurs
  - Eric Jacobson pour les rôles de Bret, Grover et Oscar dans Sesame Street, épisode When You Wish Upon a Pickle: A Sesame Street Special
  - Hank Azaria pour les rôles de Moe Szyslak, Carl Carlson, Duffman et Kirk van Houten dans Les Simpson, épisode De Russie sans amour
  - Alex Borstein pour les rôles de Lois Griffin et Tricia Takanawa dans Les Griffin, épisode Jetez-moi tout ça !
  - Kevin Michael Richardson pour le rôle de Rosie dans F Is for Family, épisode Une gaule d'enfer

### Années 2020
- 2020 : Maya Rudolph pour le rôle de Connie la monstre des hormones dans Big Mouth, épisode Comment avoir un orgasme
  - Hank Azaria pour les rôles de Professeur Frink, Moe Szyslak, Chef Wiggum, Carl Carlson, Cletus Spuckler, Kirk van Houten et Capitaine McCallister dans Les Simpson, épisode Frinkcoin
  - Nancy Cartwright dans les rôles de Bart Simpson, Nelson Muntz, Ralph Wiggum et Todd Flanders dans Les Simpson, épisode Mieux sans Ned
  - Leslie Odom Jr. pour le rôle d'Owen Tillerman dans Central Park, épisode Premier épisode
  - Wanda Sykes pour le rôle de Gladys dans Crank Yankers, épisode Bobby Brown, Wanda Sykes & Kathy Griffin
  - Taika Waititi pour le rôle d'IG-11 dans The Mandalorian, épisode Chapitre 8 : Rédemption

- 2021 : Maya Rudolph pour le rôle de Connie la monstre des hormones dans Big Mouth, épisode Un épisode très spécial en souvenir du 11 septembre
  - Stacey Abrams pour son propre rôle dans Black-ish, épisode Les Élections
  - Julie Andrews pour le rôle de Lady Whistledown dans La Chronique des Bridgerton, épisode Un diamant de la première eau
  - Seth MacFarlane pour les rôles de Peter Griffin, Stewie Griffin, Brian Griffin et Glenn Quagmire dans Les Griffin, épisode Le Premier Mot de Stewie
  - Tituss Burgess pour le rôle de Cole Tillerman dans Central Park, épisode Le Poisson à tête de serpent
  - Stanley Tucci pour le rôle de Bitsy Brandenham dans Central Park, épisode Le Poisson à tête de serpent
  - Jessica Walter pour le rôle de Malorie Archer dans Archer, épisode Double rendez-vous

- 2022 : Chadwick Boseman pour le rôle de Star Lord T'Challa dans What If...?, épisode Et si… T'Challa était devenu Star-Lord ?
  - F. Murray Abraham pour le rôle de Khonshu dans Moon Knight, épisode En toute amitié
  - Julie Andrews pour le rôle de Lady Whistledown dans La Chronique des Bridgerton, épisode Un parfum de débauche
  - Maya Rudolph pour le rôle de Connie la monstre des hormones dans Big Mouth, épisode Noël à la sauce Big Mouth
  - Stanley Tucci pour le rôle de Bitsy Brandenham dans Central Park, épisode Nuit noire
  - Jessica Walter pour le rôle de Malory Archer dans Archer, épisode À l'heure de Londres
  - Jeffrey Wright pour le rôle de Uatu, le Gardien, dans What If...?, épisode Et si… Ultron avait gagné ?

- 2023 : Maya Rudolph pour le rôle de Connie dans Big Mouth, épisode On aurait dû s'en douter
  - Julie Andrews pour le rôle de Lady Whistledown dans La Reine Charlotte : Un chapitre Bridgerton, épisode Quelle lune de miel !
  - Alex Borstein pour le rôle de Lois Griffin dans Les Griffin, épisode Une bouteille à la mère
  - Mel Brooks pour la narration dans History of the World, Part II, épisode VIII
  - Wanda Sykes pour le rôle de Gladys Murphy dans Crank Yankers, épisode Wanda Sykes, JB Smoove & Adam Carolla
  - Ali Wong pour le rôle de Bertie dans Tuca and Bertie, épisode Fledging Day